# ZombiU

Главный герой, на которого нападают зомби, замахивается битой для крикета.

ZombiU — видеоигра в жанре Survival horror, разработанная компанией Ubisoft Montpellier эксклюзивно для консоли Wii U и изданная студией Ubisoft. Игра в полной мере использует возможности сенсорного контроллера консоли. Выход игры состоялся 18 ноября 2012 года. Игра является перезапуском другой игры того же типа — Zombi.
18 августа 2015 года игра была переиздана на Windows, PlayStation 4 и Xbox One как Zombi.
Переиздание вышло 18 августа 2015 года, и только лишь в цифровом формате. Переиздание под новые платформы не включает в себя многопользовательский режим.

## Сюжет
Четыреста лет назад алхимик Джон Ди предсказал чёрное пророчество. Живой (бывший солдат королевской армии) готовится к грядущему апокалипсису, в то же время тайное общество, известное как Вороны Ди, исследует предсказания Ди, чтобы не допустить их реализации. В ноябре 2012 года Чёрное пророчество начинает реализовываться в виде вспышек зомби в Лондоне.
После вспышки персонажа игрока приводят в бункер Живого, где он получает оружие, МОР (Мешок Оперативного Реагирования) и Планшет Жизни, устройство со встроенным сканером и радаром. Живой покинул Воронов Ди, из-за разногласий в интерпретации пророчества Ди. По мнению учёного, Чёрные ангелы спасут мир; Вороны думали, что Ди имеет в виду их организацию, но Живой считал, что они говорят о чём-то худшем.
Игрок уходит под землю во время поисков оружия в Букингемском дворце, и с ним связывается доктор Питер Найт, врач королевской семьи, который пытается найти лекарство (похоже, что он тоже инфицирован, но он использует инъекцию, чтобы сдержать инфекцию). Найт приказывает игроку найти дневники и записи, оставленные Ди в обмен на обновления сканера и вируцид, химическое вещество, способное убить вирус у инфицированных. Это делается без ведома Живого, который считает, что излечение невозможно. После выхода из дворца Сондра ведет игрока к остаткам Воронов Ди и пытается сбежать вместе с игроком на вертолёте через Лондонский Тауэр. Сверхъестественная сила гонит стаю воронов в пропеллеры вертолёта, в результате чего вертолёт разбивается. Игрок возвращается в бункер Живого, и Сондра обещает их спасти.
Тем временем у генератора заканчивается топливо, и Живой просит игрока взять бензин у человека по имени Викрам. Игрок находит сошедшего с ума Викрама; он и его маленький сын советуют игроку пойти в местный детский сад за антибиотиками для его жены. Несмотря на протесты Живого (который считает, что игроку следует совершить набег на заправочную станцию), он идет в детский сад; персонал и всё дети были съедены медсестрой, которая превратилась в призрачного монстра, способного телепортироваться. Игрок возвращается с антибиотиками только для того, чтобы обнаружить, что Викрам заразился и съел свою семью, хотя он умоляет игрока убить его, прежде чем он поддастся вирусу, и игрок выполняет его просьбу.
На обратном пути к бункеру с бензином, игроку поступает сигнал бедствия от молодой девушки о том, что она и её семья забаррикадировались в церкви Святого Георгия. Хотя Живой правильно утверждает, что это ловушка, но игрок все равно идет её спасти. Игрока похищают Борис (самопровозглашенный король зомби) и его банда, которые заставляют выживших отбиваться от волн зомби во дворе церкви. Свет, микрофон и музыка Бориса привлекают орду зомби, и он и его банда съедаются, пока игрок убегает.
У игрока достаточно улучшений, чтобы собрать оставшиеся письма Ди для доктора Найта, который считает, что теперь он может создать панацею. Игрок возвращается в убежище, где Найт показывает, что панацея — это не лекарство, а вакцина. Живой выражает глубокое разочарование в игроке, когда тот возвращается в Букингемский дворец. Найт покинул свой бункер и направился в покои королевы, чтобы получить доступ к данным на USB-ключе. Игрок проходит через дворец и обнаруживает, что Найт превратился в зомби, что вынуждает игрока убить его. Игрок использует глаз Найта, чтобы обойти сканер сетчатки и забрать USB-ключ.
Игроку снова придется обратно бежать в Лондонский Тауэр, поскольку британские ВВС собираются взорвать Лондон зажигательной бомбой, а Сондра пытается сдержать свое обещание и спасти игрока. Это приводит в ярость Живого, который приказывает игроку покинуть его убежище и клянется пережить Воронов Ди. После того, как игрок уходит, Живой (который использовал выживших для запасания еды) находит нового выжившего, который будет выполнять его приказы.

## Игровой процесс
Игрок управляет выжившим, которому нужно выжить в населённом зомби Лондоне. Игра активно использует возможности нового контроллера Wii U, среди которых есть использование оружия, вскрытие замков или использование инвентаря. В игре задействована система, благодаря которой у каждого игрока есть свой инвентарь. Игрок, получивший заражение, умрёт и превратится в зомби. Тем временем игрок заново «перерождается» в выжившего и должен отыскать себя, но уже в виде зомби, чтобы забрать вещи из своего инвентаря. Другие игроки также могут охотиться за ним. Также присутствует многопользовательский режим.

## Восприятие
| Сводный рейтинг       | Сводный рейтинг | Сводный рейтинг | Сводный рейтинг |
| Издание               | Оценка          | Оценка          | Оценка          |
| Издание               | PS4             | Wii U           | Xbox One        |
| --------------------- | --------------- | --------------- | --------------- |
| GameRankings          | 71,28 %         | 77,25 %         | 68,08 %         |
| Metacritic            | N/A             | 77/100          | N/A             |
| Русскоязычные издания |                 |                 |                 |
| Издание               | Оценка          | Оценка          | Оценка          |
| Издание               | PS4             | Wii U           | Xbox One        |
| Riot Pixels           | N/A             | 51/100          | N/A             |